# Commissaire européen à la Cohésion et aux Réformes

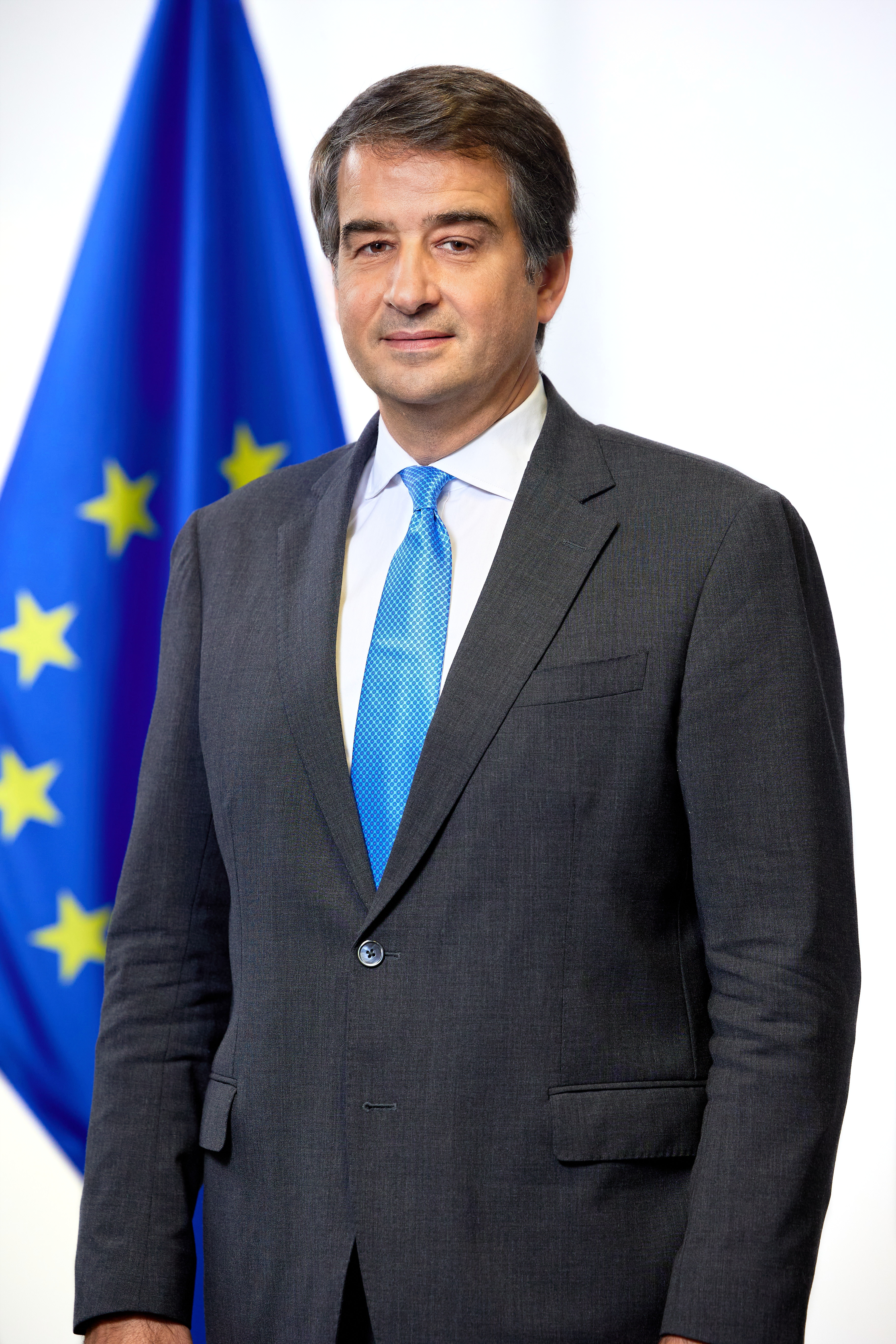
Raffaele Fitto, l'actuel commissaire européen.

Le commissaire européen à la Politique de cohésion, au Développement régional et aux Villes est un membre de la Commission européenne. 
Le portefeuille couvre la responsabilité de la gestion de la politique régionale de l'Union européenne (UE) et en particulier du Fonds européen de développement régional, qui représente un tiers du budget de l'UE. Au sein de la commission Prodi (1999-2004), il existe aussi un vice-président, chargé de la Réforme administrative, à côté du commissaire européen à la Politique régionale.
La fonction est actuellement occupée par l'Italien Raffaele Fitto, entré en poste le 1er décembre 2024 au sein de la commission von der Leyen II.

## Liste des commissaires
|         | Nom                  | État membre | Période     | Commission                      |
| ------- | -------------------- | ----------- | ----------- | ------------------------------- |
| 1       | Hans von der Groeben | Allemagne   | 1967–1970   | Commission Rey                  |
| 2       | Albert Borschette    | Luxembourg  | 1970–1973   | Commission Malfatti et Mansholt |
| 3       | George Thomson       | Royaume-Uni | 1973–1977   | Commission Ortoli               |
| 4       | Antonio Giolitti     | Italie      | 1977–1985   | Commission Jenkins et Thorn     |
| 5       | Grigóris Várfis      | Grèce       | 1985–1989   | Commission Delors I             |
| 6       | Bruce Millan         | Royaume-Uni | 1989–1994   | Commission Delors II et III     |
| 7       | Monika Wulf-Mathies  | Allemagne   | 1994–1999   | Commission Santer et Marín      |
| 8       | Michel Barnier       | France      | 1999–2004   | Commission Prodi                |
| 9       | Jacques Barrot       | France      | 2004        | Commission Prodi                |
| 10      | Danuta Hübner        | Pologne     | 2004–2009   | Commission Barroso I            |
| 11      | Paweł Samecki        | Pologne     | 2009–2010   | Commission Barroso I            |
| 12      | Johannes Hahn        | Autriche    | 2010-2014   | Commission Barroso II           |
| 13      | Corina Crețu         | Roumanie    | 2014-2019   | Commission Juncker              |
| intérim | Johannes Hahn        | Autriche    | 2019        | Commission Juncker              |
| 14      | Elisa Ferreira       | Portugal    | 2019-2024   | Commission von der Leyen I      |
| 15      | Raffaele Fitto       | Italie      | Depuis 2024 | Commission von der Leyen II     |